# Koenigsegg Jesko

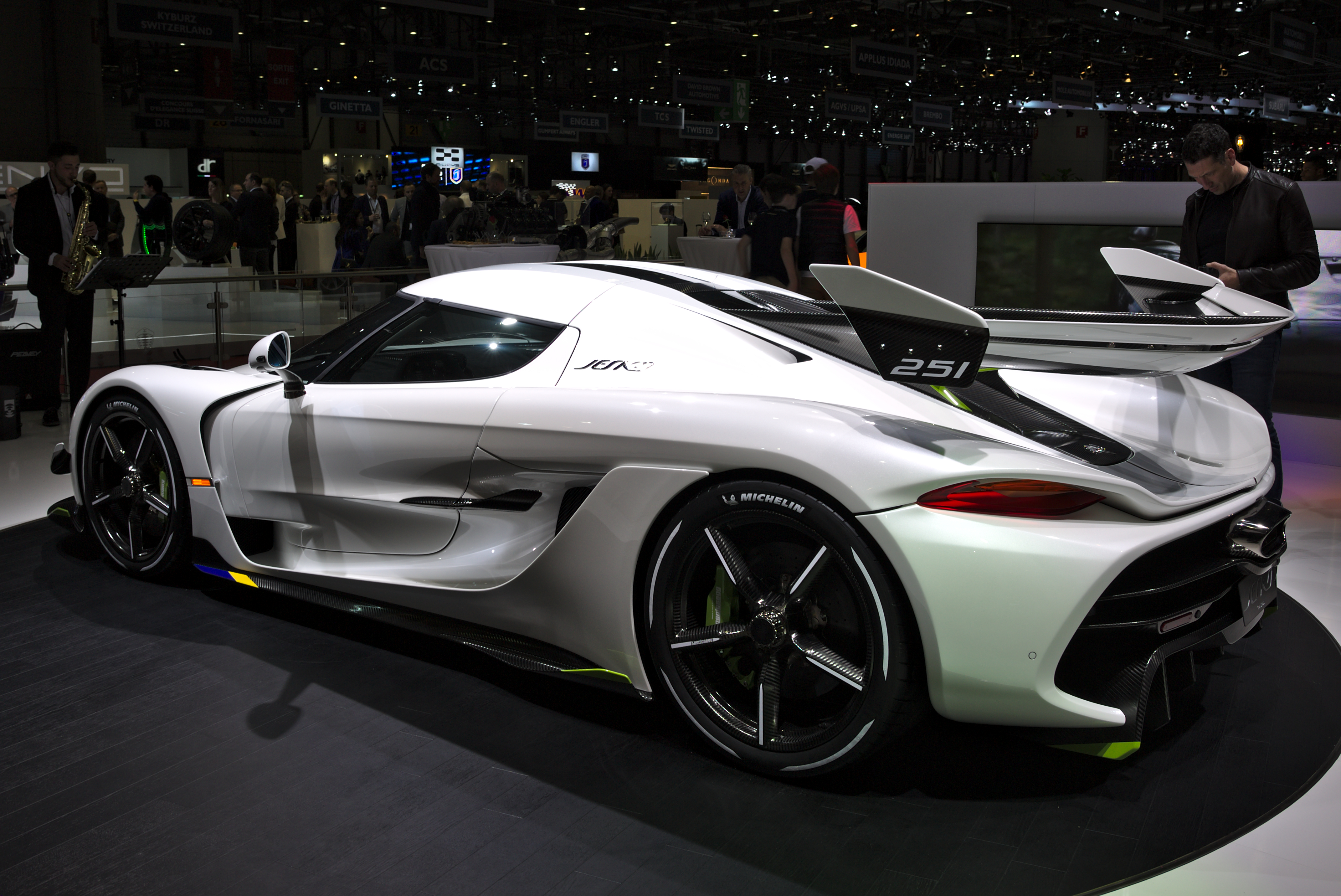
Vue de l'arrière.

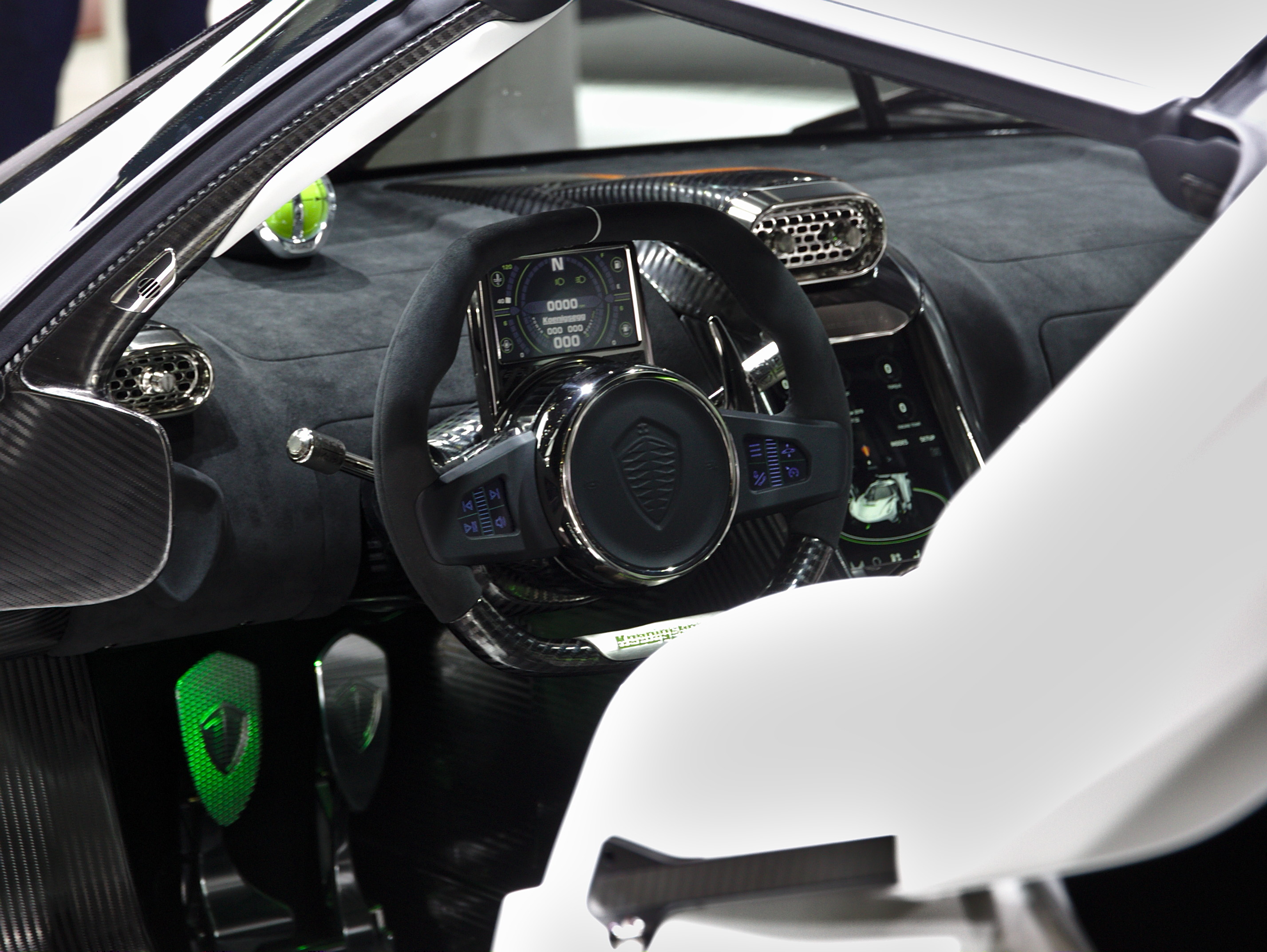
Intérieur.

La Jesko est une hypercar à moteur central arrière produite en série limitée par le constructeur automobile suédois Koenigsegg.

## Présentation
Introduite au salon de l'automobile de Genève 2019, elle succède à la Regera. Le nom Jesko est un hommage au père du fondateur, Jesko Von Koenigsegg.
La production de la Jesko sera limitée à 125 unités et sera disponible en variantes avec 40 à 50 unités produites chaque année. Contrairement à ses prédécesseures, la Jesko sera homologuée dans le monde entier.

## Caractéristiques techniques
La Jesko est principalement conçue comme une voiture de piste à hautes performances, axée sur une force d'appui aérodynamique élevée d'environ 2 000 kg en vitesse de pointe et une tenue de route plus précise. L’autre modèle de production actuel de Koenigsegg, la Regera, est conçue comme une voiture de grand tourisme. Toutes les pièces de la Koenigsegg Jesko Absolut sont assemblées dans des usines au Royaume-Uni.
La transmission est contrôlée par un ordinateur de bord qui utilise les données de vitesse du moteur et de la route pour engager un rapport. Les vitesses sont sélectionnées par le conducteur en utilisant les palettes de changement de vitesse montées sur la colonne de direction ou le sélecteur de vitesses.
Contrairement à ses prédécesseures, la Jesko est dotée d'amortisseurs Triplex à l'avant et à l'arrière, combinés à des amortisseurs Öhlins traditionnels. Un amortisseur horizontal arrière empêche l’arrière d’appuyer sur le sol pendant les fortes accélérations. Les amortisseurs avant stabilisent la voiture à haute vitesse, tandis que la direction arrière active assure une stabilité accrue à tous les niveaux.
La coque carbone utilisée dans la Jesko est plus longue de 40 mm et plus large de 22 mm que celle de sa prédécesseure pour offrir plus d'espace aux passagers. La coque a été redessinée et intègre une structure monocoque en aluminium pour une rigidité accrue.
La voiture est équipée de série de roues à blocage central en aluminium forgé de 20 pouces de diamètre à l'avant et de 21 pouces à l'arrière. Des roues plus légères en fibre de carbone sont disponibles en option, pesant 5,9 kg à l'avant et 7,7 kg à l'arrière. Les pneus sont des Michelin Pilot Sport Cup 2 avec des dimensions de 265/35 20 à l'avant et 345/30 21 à l'arrière,. Des pneus Michelin Pilot Sport Cup 2 R dédiés à la conduite sur piste sont également disponibles en option. Le système de freinage utilise des disques en carbone-céramique ventilés.
L'utilisation d'une monocoque redessinée améliore l'espace au niveau des jambes et de la tête, mais est toujours dotée d'équipements tels qu'un système de climatisation, un système d'infodivertissement avec écran de 23 cm, Apple CarPlay et le chargement du téléphone USB. La voiture a un écran unique monté sur le volant et un écran de 13 cm monté derrière le volant affichant des informations vitales pour le conducteur. Les sièges seront en fibre de carbone creuse mais seront réglables électriquement,.
La Jesko partage les capacités « Autoskin » de la Koenigsegg Regera, permettant ainsi l’opération à distance des portes et du capot. Il est également possible de soulever hydrauliquement les essieux avant et arrière de la voiture pour augmenter la garde au sol. Les portes ont été repensées pour qu'elles s'ouvrent davantage vers l'extérieur et offrent une plus grande garde au sol lorsqu'elles sont ouvertes. Contrairement à l'Agera, il n'y a pas d'espace pour stocker le toit amovible à l'avant de la voiture, sauf pour la Jesko Absolut. Le toit est également muni de vis afin de garantir sa mise en place lors de la conduite à grande vitesse.
La Jesko est équipée d’un aileron avant en fibre de carbone et d’un aileron arrière en forme de boomerang produisant 800 kg d’appuis à 249 km/h, 1 000 kg à 275 km/h et 1 700 kg à sa vitesse maximale. Le constructeur précise que la voiture a une vitesse de pointe supérieure à 483 km/h dans les conditions optimales.

### Motorisation
Le moteur est une amélioration du moteur V8 bi-turbocompressé de 5,0 litres utilisé dans l'Agera. Il a quatre soupapes par cylindre, chacun avec un alésage et une course de 92 mm × 95,95 mm et un taux de compression de 8,6:1. Le moteur a une puissance de sortie de 1 280 ch (941 kW) au SP98 et une puissance de 1 600 ch (1 177 kW) et 1 573 N m de couple à 5 100 tr/min avec du biocarburant E85.
Les modifications apportées au moteur de l’Agera incluent l’utilisation d’un nouveau vilebrequin à plan plat à 180 degrés qui permet d’économiser 5 kg et autorise un régime moteur maximum entre 8 250 et 8 500 tr/min. La Jesko utilise également les supports en caoutchouc actifs de la Regera qui réduisent les vibrations du moteur dans la cabine. Les deux grands turbocompresseurs sont équipés d'un réservoir de 20 litres en fibre de carbone, couplé à un compresseur électrique qui alimente les turbocompresseurs en air comprimé à une pression de 20 bars afin de réduire le temps de propagation du turbo. Le moteur est équipé de capteurs de pression pour chaque cylindre afin de permettre une surveillance en temps réel des cylindres pour le système d'injection multipoint,.
Le moteur est couplé à une boîte de vitesses à embrayages multiples à 9 vitesses développée en interne, appelée "Light Speed Transmission" par le constructeur. La nouvelle transmission est 90 kg plus légère que l’unité à double embrayage à 7 vitesses précédente. Elle dispose de 9 combinaisons possibles (les engrenages sont disposés en deux jeux de trois engrenages) et de sept embrayages permettant au conducteur de passer à n’importe quel engrenage sans perturber le rapport. La transmission a un temps de changement de rapport allant de 20 à 30 millisecondes. Il possède également un mode overdrive appelé "Ultimate Power On Demand" conçu pour passer directement au rapport optimal en fonction des choix de l'utilisateur, plutôt que de passer en montant ou rétrogradant séquentiellement jusqu'à ce rapport,.

## Jesko Absolut

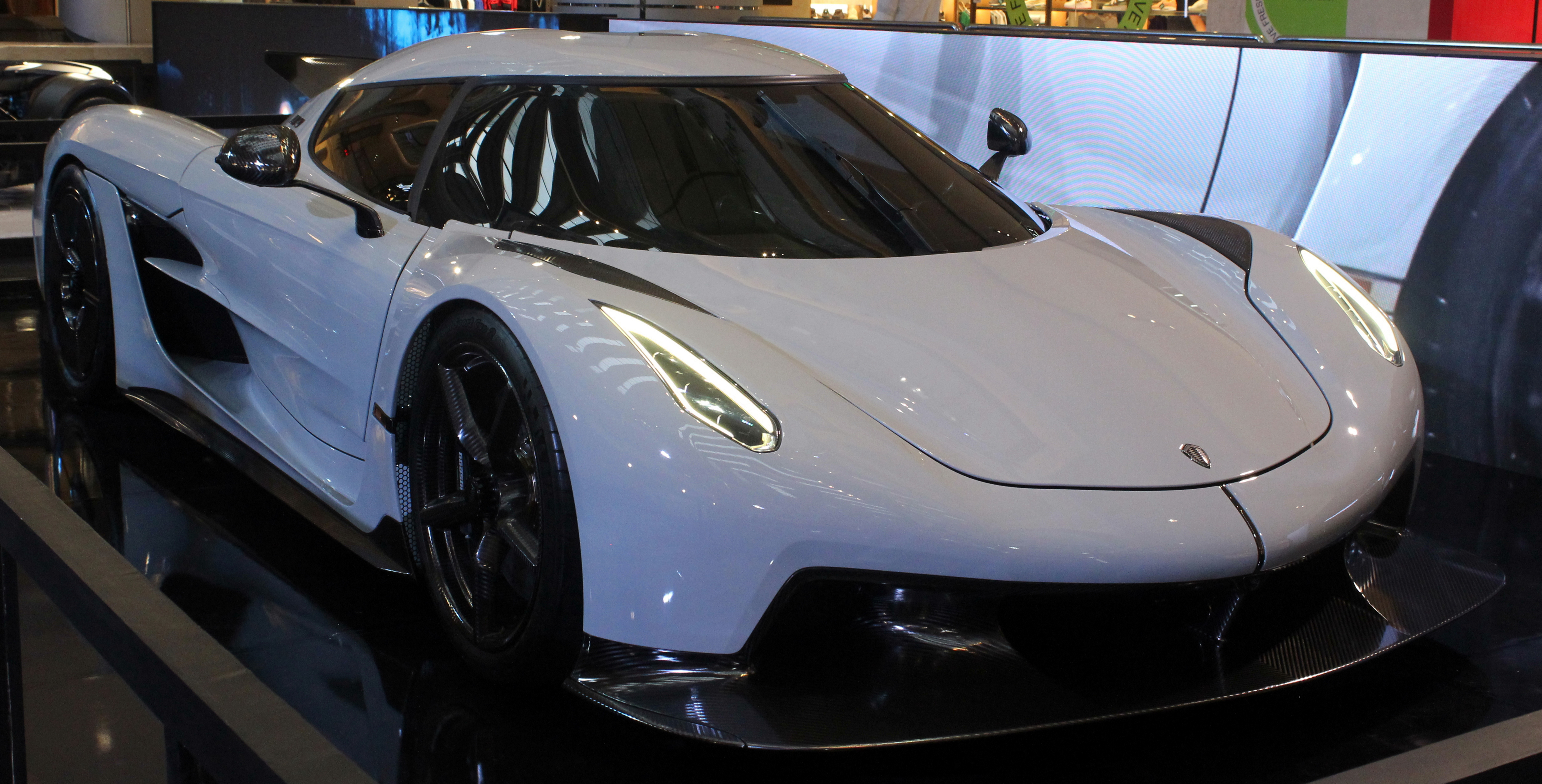
Koenigsegg Jesko Absolut.

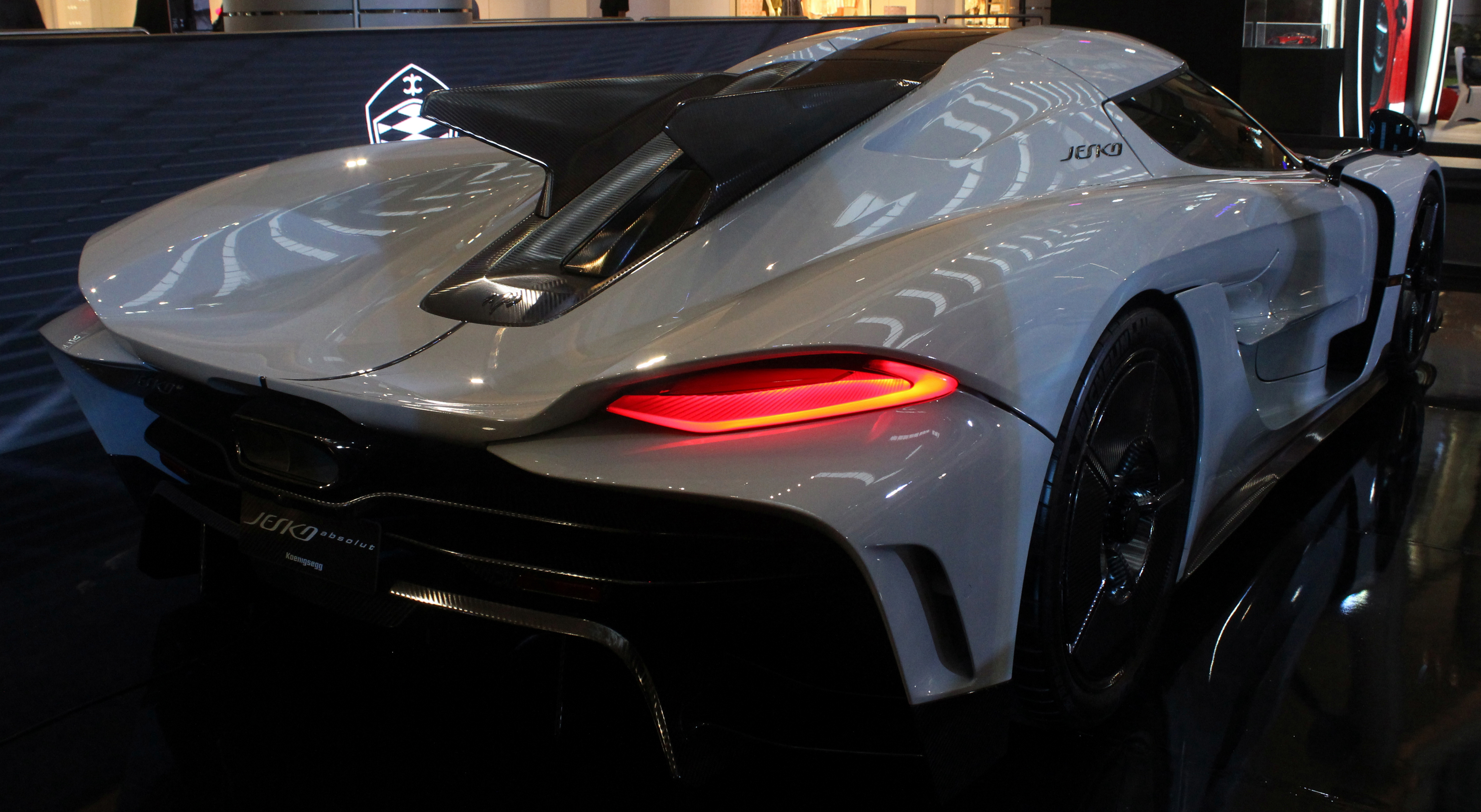
Jesko Absolut.

En mars 2020, Koenigsegg présente la Jesko Absolut, une déclinaison de la Jesko sensée atteindre 533 km/h (elle échoua) et profitant d'améliorations aérodynamiques permettant de diminuer son coefficient de traînée à 0,278Cx : elle perd ainsi son immense aileron arrière qui lui faisait bénéficier de 1 400 kg d'appui aérodynamique pour le remplacer par deux ailerons de capot arrière afin d'améliorer la stabilité à haute vitesse, l'appui étant réduit à 150 kg.
Ce véhicule est l'une des voitures phares du jeu vidéo Asphalt Legends Unite.

## Record
Le 27 juin 2024, Koenigsegg bat le record du 0-400-0 km/h avec la Jesko Absolut en 27,83 s (0-250-0 mph en 28,27 s), sur l'aérodrome d’Örebro, en Suède. Le pilote d'essai Markus Lundh bat le record du 0-400 km/h en 18,82 s (0-250 mph en 19,20 s) et celui du 400-0 km/h en 9,01 s (250-0 mph en 9,07 s).